# Christopher Lindvall
Christopher Niklas Lindvall, född 20 juni 1996 i Kallhälls församling i Stockholms län, är en svensk politiker (socialdemokrat). Han var riksdagsledamot (statsrådsersättare) 2022, invald för Stockholms läns valkrets. Han är dessutom förbundsstyrelseledamot för SSU tillika internationell ledare.[källa behövs]
Lindvall kandiderade i riksdagsvalet 2022 och blev ersättare. Han var tjänstgörande statsrådsersättare för Magdalena Andersson under perioden 26 september–18 oktober 2022.